# Kuékuéra (Kampti)
Pour les articles homonymes, voir Kuékuéra.
Kuékuéra, également appelé Ouéouéra, est une localité située dans le département de Kampti de la province du Poni dans la région Sud-Ouest au Burkina Faso.

## Géographie
Kuékuéra est situé à environ 20 km au sud de Kampti et à 2 km à l'est de Galgouli et de la route nationale 12 menant à la frontière ivoirienne située à 6 km au sud.

## Santé et éducation
Le centre de soins le plus proche de Kuékuéra est le centre de santé et de promotion sociale (CSPS) de Galgouli tandis que le centre médical est à Kampti et que le centre hospitalier régional (CHR) de la province se trouve à Gaoua.